# Élections législatives luxembourgeoises de 1959
Les élections législatives de 1959 (en luxembourgeois : Chamberwale vum 1. Februar 1959 et en allemand : Kammerwahl vom 1. Februar 1959) ont eu lieu le 1er février 1959 afin de désigner les cinquante-deux députés de la législature 1959-1964 de la Chambre des députés du Luxembourg.

## Résultats

### Résultats nationaux
|                          |                                                |           |       |      |        |               |  |  |  |  |  |  |  |  |
| Partis                   | Partis                                         | Voix      | %     | +/-  | Sièges | +/-           |  |  |  |  |  |  |  |  |
|                          | Parti populaire chrétien-social (CSV)          | 896 840   | 36,91 | 5,46 | 21     | 5             |  |  |  |  |  |  |  |  |
|                          | Parti ouvrier socialiste luxembourgeois (LSAP) | 848 523   | 34,92 | 0,20 | 17     | en stagnation |  |  |  |  |  |  |  |  |
|                          | Parti démocratique (DP)                        | 448 387   | 18,45 | 7,66 | 11     | 5             |  |  |  |  |  |  |  |  |
|                          | Parti communiste luxembourgeois (KPL)          | 220 425   | 9,07  | 0,16 | 3      | en stagnation |  |  |  |  |  |  |  |  |
|                          | Solidarité nationale                           | 15 821    | 0,65  | 0,65 | 0      | Nv.           |  |  |  |  |  |  |  |  |
| Total des voix           | Total des voix                                 | 2 429 996 | 100   |      |        |               |  |  |  |  |  |  |  |  |
|                          |                                                |           |       |      |        |               |  |  |  |  |  |  |  |  |
| Votes valides            | Votes valides                                  | 165 596   | 95,26 |      |        |               |  |  |  |  |  |  |  |  |
| Votes blancs et nuls     | Votes blancs et nuls                           | 8 240     | 4,74  |      |        |               |  |  |  |  |  |  |  |  |
| Total                    | Total                                          | 173 836   | 100   | -    | 52     | en stagnation |  |  |  |  |  |  |  |  |
| Abstentions              |                                                |           |       |      |        |               |  |  |  |  |  |  |  |  |
| Inscrits / Participation |                                                |           |       |      |        |               |  |  |  |  |  |  |  |  |

### Résultats par circonscription
| Sud Est Centre Nord |

| Circonscriptions         | Circonscriptions     | Sud       | Sud       | Sud    | Sud           | Est     | Est     | Est    | Est           | Centre  | Centre  | Centre | Centre        | Nord    | Nord    | Nord   | Nord          |
| ------------------------ | -------------------- | --------- | --------- | ------ | ------------- | ------- | ------- | ------ | ------------- | ------- | ------- | ------ | ------------- | ------- | ------- | ------ | ------------- |
|                          |                      |           |           |        |               |         |         |        |               |         |         |        |               |         |         |        |               |
| Sièges                   | Sièges               | 20        | 20        | 20     | en stagnation | 6       | 6       | 6      | en stagnation | 16      | 16      | 16     | en stagnation | 10      | 10      | 10     | en stagnation |
|                          |                      |           |           |        |               |         |         |        |               |         |         |        |               |         |         |        |               |
|                          |                      | Nombre    | Nombre    | %      | %             | Nombre  | Nombre  | %      | %             | Nombre  | Nombre  | %      | %             | Nombre  | Nombre  | %      | %             |
| Total des voix           | Total des voix       | 1 229 200 | 1 229 200 | 100,00 | 100,00        | 108 893 | 108 893 | 100,00 | 100,00        | 810 402 | 810 402 | 100,00 | 100,00        | 281 501 | 281 501 | 100,00 | 100,00        |
| Valides                  | Valides              | 64 330    | 64 330    | 95,43  | 95,43         | 18 913  | 18 913  | 95,03  | 95,03         | 52 773  | 52 773  | 94,61  | 94,61         | 29 580  | 29 580  | 96,22  | 96,22         |
| Blancs et nuls           | Blancs et nuls       | 3 081     | 3 081     | 4,57   | 4,57          | 990     | 990     | 4,97   | 4,97          | 3 006   | 3 006   | 5,39   | 5,39          | 1 163   | 1 163   | 3,78   | 3,78          |
| Votants                  | Votants              | 67 411    | 67 411    | 100,00 | 100,00        | 19 903  | 19 903  | 100,00 | 100,00        | 55 779  | 55 779  | 100,00 | 100,00        | 30 743  | 30 743  | 100,00 | 100,00        |
| Abstentions              |                      |           |           |        |               |         |         |        |               |         |         |        |               |         |         |        |               |
| Inscrits / Participation |                      |           |           |        |               |         |         |        |               |         |         |        |               |         |         |        |               |
|                          |                      |           |           |        |               |         |         |        |               |         |         |        |               |         |         |        |               |
| Partis                   | Partis               | Voix      | %         | Sièges | +/−           | Voix    | %       | Sièges | +/−           | Voix    | %       | Sièges | +/−           | Voix    | %       | Sièges | +/−           |
|                          | CSV                  | 405 185   | 32,96     | 7      | 1             | 54 031  | 49,62   | 3      | 1             | 304 064 | 37,52   | 6      | 1             | 133 560 | 47,45   | 5      | 2             |
|                          | LSAP                 | 493 911   | 40,18     | 8      | en stagnation | 23 560  | 21,64   | 1      | en stagnation | 250 024 | 30,85   | 5      | 1             | 81 028  | 28,78   | 3      | 1             |
|                          | DP                   | 126 001   | 10,25     | 2      | 1             | 31 302  | 28,75   | 2      | 1             | 224 171 | 27,66   | 5      | 2             | 66 913  | 23,77   | 2      | 1             |
|                          | KPL                  | 188 282   | 15,32     | 3      | en stagnation |         |         |        |               | 32 143  | 3,97    | 0      | en stagnation |         |         |        |               |
|                          | Solidarité nationale | 15 821    | 1,29      | 0      | Nv            |         |         |        |               |         |         |        |               |         |         |        |               |

### Composition de la Chambre des députés
| Sud | Est | Centre | Nord |
| --- | --- | --- | --- |
| 1. Albert Berchem (DP) 2. Nicolas Biever (LSAP) 3. François Cigrang (DP) 4. Émile Colling (CSV) 5. Jean Dupong (CSV) 6. Romain Fandel (LSAP) 7. Jean Fohrmann (LSAP) 8. Jean Gallion (LSAP) 9. Pierre Gansen (LSAP) 10. Joseph Grandgenet (KPL) 11. Jean Kinsch (CSV) 12. Antoine Krier (LSAP) 13. Joseph Lommel (CSV) 14. Joseph Lucius (CSV) 15. Denis Netgen (LSAP) 16. Pierre Schockmel (CSV) 17. Dominique Steichen (LSAP) 18. Dominique Urbany (KPL) 19. Arthur Useldinger (KPL) 20. Charles Wirtgen (CSV) | 1. Joseph Bech (CSV) 2. Othon Decker (LSAP) 3. Aloyse Duhr (CSV) 4. Robert Schaffner (DP) 5. Guillaume Speck (CSV) 6. Charles Wagner (DP) | 1. Tony Biever (CSV) 2. Victor Bodson (LSAP) 3. Albert Bousser (LSAP) 4. Paul Elvinger (DP) 5. Marcel Fischbach (CSV) 6. Pierre Frieden (CSV) 7. Pierre Grégoire (CSV) 8. Émile Hamilius (DP) 9. Lucien Koenig (DP) 10. Eugène Schaus (DP) 11. Henri Sinner (CSV) 12. Antoine Wehenkel (LSAP) 13. Pierre Werner (CSV) 14. Paul Wilwertz (LSAP) 15. Joseph Wohlfart (LSAP) 16. Roger Wolter (DP) | 1. Victor Abens (LSAP) 2. Henry Cravatte (LSAP) 3. Henri Diederich (DP) 4. Michel Ewen (LSAP) 5. Nicolas Ferring (CSV) 6. Henri Gengler (CSV) 7. Joseph Herr (CSV) 8. Jean Peusch (DP) 9. Georges Wagner (CSV) 10. Jean Winkin (CSV) |